# Bhutan Premier League
Die Bhutan Premier League (auch Bank of Bhutan Premier League) ist die höchste Spielklasse des nationalen Fußballverbands von Bhutan. Sie wurde 2012 als National League gegründet, zuvor war die A-Division die höchste Liga, welche danach eine Zeit lang noch eine regionale Spielklasse war. Bis zur Saison 2018 fungierte die Liga als Meisterrunde für die regionalen Spielklassen, seit der Saison 2019 haben die Vereine feste Startplätze.

## Geschichte und Modus
Nachdem der Fußball in den 1950er Jahren nach Bhutan gekommen war, musste er sich zunächst stets dem Nationalsport, dem Bogenschießen unterordnen und spielte nur eine Nebenrolle. Doch als in den 1960er Jahren ein erster Verband gegründet wurde sorgte der Fußball für immer mehr Aufsehen und erlangte mehr Popularität. In den 1980er Jahren gab es dann eine erste Blütephase. Im April 1982 fand das erste Länderspiel gegen Nepal statt und 1986 wurde die erste offizielle Meisterschaft ausgetragen. Die Royal Bhutan Army, der heutige Verein Druk Pol, aus der Hauptstadt Thimphu konnte die erste Meisterschaft gewinnen. Danach fand zunächst keine offiziell ausgetragene Meisterschaft mehr statt.
Im Jahre 1993 trat die Bhutan Football Federation schließlich der asiatischen Konföderation AFC bei und es wurde eine auf den Großraum Thimphu beschränkte Nationalliga, die 1996 ihren Spielbetrieb aufnahm, gegründet. Seit 2001 heißt die Liga, die besonders mit der schwachen Infrastruktur des Landes zu kämpfen hat, A-Division. Der Landesmeister nahm ab 2005 am AFC President’s Cup teil.
Nach der Saison 2012 wurde der Status als erstklassige Liga von der National League abgelöst. Die Liga ging als Nachfolger der A-Division in einer einmalig halbjährlich ausgespielten Saison 2012/13 in ihre erste Saison. Zuerst wurde die Liga als kurze Meisterrunde in der zweiten Jahreshälfte ausgetragen. Somit konnten auch die Gewinner der unteren Ligen teilnehmen, welche zuvor im Frühjahr gespielt wurden. Später mussten auch wieder Mannschaften in der A-Division antreten, die in dem Jahr zuvor schon in der National League vertreten waren. Die auf den vorderen Plätzen positionierten Mannschaften durften diese Frühjahrsrunde aber immer überspringen.
Zur Saison 2019 wurde die National League in Premier League umbenannt und mit erstmals zehn statt wie zuvor meist sechs Mannschaften ausgespielt. Als Unterbau gilt nun die zweitklassige Super League.

## Aktuelle Saison
An der Saison 2024 nehmen die folgende zehn Mannschaften teil:
| Mannschaft                  |
| --------------------------- |
| Paro FC                     |
| Thimphu City FC             |
| Transport United            |
| Royal Thimphu College FC    |
| Tensung FC                  |
| BFF Academy FC              |
| Samtse FC (N)               |
| Phuentsholing Heroes FC (N) |
| Daga United FC (N)          |
| Tsirang FC (N)              |

## Alle Meister
als A-Division
- 1986: Druk Pol
- 1986–1995: keine Austragung
- 1996: Druk Pol
- 1997: Druk Pol
- 1998: Druk Pol
- 1999: Druk Pol
- 2000: Druk Pol
- 2001: Druk Star
- 2001: Druk Pol
- 2003: Druk Pol
- 2004: Transport United
- 2005: Transport United
- 2006: Transport United
- 2007: Transport United
- 2008: Yedzin FC
- 2009: Druk Star
- 2010: Yedzin FC
- 2011: Yedzin FC
- 2012: Druk Pol

als National League
- 2012/13: Yeedzin FC
- 2013: Ugyen Academy
- 2014: Druk United
- 2015: FC Tertons
- 2016: Thimphu City FC
- 2017: Transport United
- 2018: Transport United

als Premier League
- 2019: Paro FC
- 2020: Thimphu City FC
- 2021: Paro FC
- 2022: Paro FC
- 2023: Paro FC
- 2024: Paro FC